# Saint-Denis-sur-Sarthon

Saint-Denis-sur-Sarthon este o comună în departamentul Orne, Franța. În 1 ianuarie 2022 avea o populație de 1.078 de locuitori.